# Troisième circonscription de Paris
Pour les articles homonymes, voir Troisième circonscription de Paris de 1958 à 1986 et Troisième circonscription de Paris de 1988 à 2012.
La troisième circonscription de Paris est l'une des 18 circonscriptions électorales françaises que compte le département de Paris (75) situé en région Île-de-France depuis le redécoupage des circonscriptions électorales réalisé en 2010 et applicable à partir des élections législatives de juin 2012.

## Délimitation de la circonscription
La loi du 23 février 2010 ratifie l'ordonnance du 29 juillet 2009, laquelle détermine la répartition des sièges et la délimitation des circonscriptions pour l'élection des députés.
La circonscription est délimitée ainsi : une partie du 17e arrondissement, comprenant les quartiers des Batignolles et des Épinettes et une partie du 18e arrondissement, comprenant une portion du quartier des Grandes-Carrières, située à l'ouest et au nord de l'avenue de la Porte-de-Montmartre, du boulevard Ney, de la rue du Ruisseau et de la rue Marcadet.
Cette délimitation s'applique donc à partir de la XIVe législature de la Cinquième République française.
Cette troisième circonscription de Paris correspond grossièrement à la précédente dix-septième circonscription (reprenant à la 16e circonscription l'intégralité du quartier des Batignolles et cédant à la 18e l'extrême nord-est du quartier des Grandes-Carrières).

## Historique des députations depuis 2012
| Législature | Début de mandat | Fin de mandat   | Parti | Parti | Député               | Observations |
| ----------- | --------------- | --------------- | ----- | ----- | -------------------- | --- |
| XIVe        | 20 juin 2012    | 20 juin 2017    |       | PS    | Annick Lepetit       | Également conseillère de Paris élue dans le 17e arrondissement. |
| XVe         | 21 juin 2017    | 21 juin 2022    |       | LREM  | Stanislas Guerini    | Également délégué général de LREM à partir du 1er décembre 2018. |
| XVIe        | 21 juin 2022    | 23 juillet 2022 |       | REN   | Stanislas Guerini    | Désigné ministre de la Transformation et de la Fonction publique le 20 mai 2022, Stanislas Guerini laisse son siège à Caroline Yadan, sa suppléante, le 23 juillet 2022. |
| XVIe        | 23 juillet 2022 | 9 juin 2024     |       | REN   | Caroline Yadan       | Désigné ministre de la Transformation et de la Fonction publique le 20 mai 2022, Stanislas Guerini laisse son siège à Caroline Yadan, sa suppléante, le 23 juillet 2022. |
| XVIIe       | 8 juillet 2024  | en fonction     |       | LÉ    | Léa Balage El Mariky | |

## Résultats électoraux

### Élections législatives de 2012
| Candidat       | Candidat                | Parti                   | Premier tour | Premier tour | Second tour | Second tour |
| Candidat       | Candidat                | Parti                   | Voix         | %            | Voix        | %           |
| -------------- | ----------------------- | ----------------------- | ------------ | ------------ | ----------- | ----------- |
|                | Annick Lepetit élue     | PS                      | 16 803       | 44,74        | 21 353      | 59,84       |
|                | Valérie Paparemborde    | UMP                     | 11 348       | 30,21        | 14 331      | 40,16       |
|                | Catherine Cremoux       | RBM (FN)                | 2 316        | 6,17         |             |             |
|                | Agnès Michel            | EÉLV                    | 2 233        | 5,95         |             |             |
|                | Frédérique Laizet       | FG (PCF)                | 1 989        | 5,30         |             |             |
|                | Thierry Coudert         | CpF (diss. UMP) (MoDem) | 1 242        | 3,31         |             |             |
|                | Philippe Boulland       | PCD                     | 345          | 0,92         |             |             |
|                | Marc Augustin           | NC                      | 314          | 0,84         |             |             |
|                | Agnès de La Ferrière    | DLR                     | 285          | 0,76         |             |             |
|                | Rahma Ghermaoui         | AÉI                     | 207          | 0,55         |             |             |
|                | Aurélie Philibert       | NPA                     | 176          | 0,47         |             |             |
|                | Sophie Robin            | LO                      | 141          | 0,38         |             |             |
|                | Thierry André           | AR                      | 85           | 0,23         |             |             |
|                | Matthias Huberschwiller | PL                      | 75           | 0,20         |             |             |
|                |                         |                         |              |              |             |             |
| Inscrits       | Inscrits                | Inscrits                | 65 007       | 100,00       | 64 992      | 100,00      |
| Abstentions    | Abstentions             | Abstentions             | 27 106       | 41,70        | 28 556      | 43,94       |
| Votants        | Votants                 | Votants                 | 37 901       | 58,30        | 36 436      | 56,06       |
| Blancs et nuls | Blancs et nuls          | Blancs et nuls          | 342          | 0,90         | 752         | 2,06        |
| Exprimés       | Exprimés                | Exprimés                | 37 559       | 99,10        | 35 684      | 97,94       |

### Élections législatives de 2017
Les élections législatives se sont déroulées les dimanches 11 et 18 juin 2017.
|                                                                        |                                                                         |                           |                           |                          |                          |
|                                                                        |                                                                         | Premier tour 11 juin 2017 | Premier tour 11 juin 2017 | Second tour 18 juin 2017 | Second tour 18 juin 2017 |
|                                                                        |                                                                         |                           |                           |                          |                          |
|                                                                        |                                                                         | Nombre                    | % des inscrits            | Nombre                   | % des inscrits           |
| Inscrits                                                               | Inscrits                                                                | 68 680                    | 100,00                    | 68 679                   | 100,00                   |
| Abstentions                                                            | Abstentions                                                             | 29 855                    | 43,47                     | 38 027                   | 55,37                    |
| Votants                                                                | Votants                                                                 | 38 825                    | 56,53                     | 30 652                   | 44,63                    |
|                                                                        |                                                                         |                           | % des votants             |                          | % des votants            |
| Bulletins blancs                                                       | Bulletins blancs                                                        | 272                       | 0,70                      | 2 695                    | 8,79                     |
| Bulletins nuls                                                         | Bulletins nuls                                                          | 128                       | 0,33                      | 780                      | 2,54                     |
| Suffrages exprimés                                                     | Suffrages exprimés                                                      | 38 425                    | 98,97                     | 27 177                   | 88,66                    |
|                                                                        |                                                                         |                           |                           |                          |                          |
| Candidat Étiquette politique (partis et alliances)                     | Candidat Étiquette politique (partis et alliances)                      | Voix                      | % des exprimés            | Voix                     | % des exprimés           |
|                                                                        |                                                                         |                           |                           |                          |                          |
|                                                                        | Stanislas Guerini La République en marche                               | 17 321                    | 45,08                     | 17 801                   | 65,50                    |
|                                                                        | Valérie Nahmias Union des démocrates et indépendants (Les Républicains) | 5 960                     | 15,51                     | 9 376                    | 34,50                    |
|                                                                        | Annick Lepetit (députée sortante) Parti socialiste                      | 4 846                     | 12,61                     |                          |                          |
|                                                                        | Laurent Levard La France insoumise                                      | 4 610                     | 12,00                     |                          |                          |
|                                                                        | Adrien Delassus Europe Écologie Les Verts                               | 1 864                     | 4,85                      |                          |                          |
|                                                                        | Aurélien Legrand Front national                                         | 1 327                     | 3,45                      |                          |                          |
|                                                                        | Violaine Bouchard Divers (Parti animaliste)                             | 485                       | 1,26                      |                          |                          |
|                                                                        | Nadine Mézence Parti communiste français (République et socialisme)     | 473                       | 1,23                      |                          |                          |
|                                                                        | Anne-Charlotte Jamin Divers droite (Parti chrétien-démocrate)           | 330                       | 0,86                      |                          |                          |
|                                                                        | François Giordano Debout la France                                      | 274                       | 0,71                      |                          |                          |
|                                                                        | Nicolas Panel Divers (Union populaire républicaine)                     | 250                       | 0,65                      |                          |                          |
|                                                                        | Sophie Robin Lutte ouvrière                                             | 174                       | 0,45                      |                          |                          |
|                                                                        | Christophe-Charles Dubois Écologiste                                    | 170                       | 0,44                      |                          |                          |
|                                                                        | Christophe Coulot Divers droite (577-Les Indépendants)                  | 161                       | 0,42                      |                          |                          |
|                                                                        | Marthe Caude Extrême droite (Civitas)                                   | 110                       | 0,29                      |                          |                          |
|                                                                        | Damien Busson Divers (Allons enfants !)                                 | 35                        | 0,09                      |                          |                          |
|                                                                        | Magali Pape Divers                                                      | 33                        | 0,09                      |                          |                          |
|                                                                        | Blandine Crépy Extrême droite                                           | 1                         | 0,00                      |                          |                          |
|                                                                        | Isabelle Jarry Écologiste                                               | 1                         | 0,00                      |                          |                          |
| Source : Ministère de l'Intérieur - Troisième circonscription de Paris |                                                                         |                           |                           |                          |                          |

### Élections législatives de 2022
Les élections législatives françaises de 2022 se déroulent les dimanches 12 et 19 juin 2022.
|                                                    |                                                                                               |                           |                           |                          |                          |
|                                                    |                                                                                               | Premier tour 12 juin 2022 | Premier tour 12 juin 2022 | Second tour 19 juin 2022 | Second tour 19 juin 2022 |
|                                                    |                                                                                               |                           |                           |                          |                          |
|                                                    |                                                                                               | Nombre                    | % des inscrits            | Nombre                   | % des inscrits           |
| Inscrits                                           | Inscrits                                                                                      | 73 188                    | 100                       | 73 145                   | 100                      |
| Abstentions                                        | Abstentions                                                                                   | 33 125                    | 45,26                     | 33 008                   | 45,13                    |
| Votants                                            | Votants                                                                                       | 40 063                    | 54,74                     | 40 137                   | 54,87                    |
|                                                    |                                                                                               |                           | % des votants             |                          | % des votants            |
| Bulletins blancs                                   | Bulletins blancs                                                                              | 394                       | 0,98                      | 1 234                    | 3,07                     |
| Bulletins nuls                                     | Bulletins nuls                                                                                | 129                       | 0,32                      | 447                      | 1,11                     |
| Suffrages exprimés                                 | Suffrages exprimés                                                                            | 39 540                    | 98,69                     | 38 456                   | 95,81                    |
|                                                    |                                                                                               |                           |                           |                          |                          |
| Candidat Étiquette politique (partis et alliances) | Candidat Étiquette politique (partis et alliances)                                            | Voix                      | % des exprimés            | Voix                     | % des exprimés           |
|                                                    |                                                                                               |                           |                           |                          |                          |
|                                                    | Léa Balage El Mariky Nouvelle Union populaire écologique et sociale Europe Écologie Les Verts | 15 284                    | 38,66                     | 18 843                   | 49,00                    |
|                                                    | Stanislas Guerini* Ensemble                                                                   | 12 851                    | 32,50                     | 19 612                   | 51,00                    |
|                                                    | Alix Bougeret Les Républicains                                                                | 5 204                     | 13,16                     |                          |                          |
|                                                    | Marie-Emilie Euphrasie Rassemblement national                                                 | 1 658                     | 4,19                      |                          |                          |
|                                                    | Ayodélé Ikuesan Divers gauche                                                                 | 1 625                     | 4,11                      |                          |                          |
|                                                    | Cécile Fischer Reconquête                                                                     | 1 422                     | 3,60                      |                          |                          |
|                                                    | Laurent Baffie Parti animaliste                                                               | 863                       | 2,18                      |                          |                          |
|                                                    | Laurent Burtaire Lutte ouvrière                                                               | 263                       | 0,67                      |                          |                          |
|                                                    | Christine Michalet Sans étiquette                                                             | 243                       | 0,61                      |                          |                          |
|                                                    | Marguerite Plantevin Parti ouvrier indépendant démocratique                                   | 124                       | 0,31                      |                          |                          |
| * Député sortant                                   |                                                                                               |                           |                           |                          |                          |

### Élections législatives de 2024
| Candidat                 | Candidat                 | Parti et coalition       | Nuances                  | Premier tour | Premier tour | Second tour | Second tour |
| Candidat                 | Candidat                 | Parti et coalition       | Nuances                  | Voix         | %            | Voix        | %           |
| ------------------------ | ------------------------ | ------------------------ | ------------------------ | ------------ | ------------ | ----------- | ----------- |
|                          | Léa Balage El Mariky     | LÉ (NFP)                 | UG                       | 24 441       | 46,15        | 25 915      | 53,59       |
|                          | Stanislas Guerini        | RE (ENS)                 | ENS                      | 18 001       | 33,99        | 22 444      | 46,61       |
|                          | Olga Podolskaia          | RN                       | RN                       | 4 709        | 8,89         |             |             |
|                          | Paul Hatte               | LR - NÉ                  | LR                       | 4 118        | 7,78         |             |             |
|                          | Marie Courtois           | REC                      | REC                      | 486          | 0,92         |             |             |
|                          | Côme Citroën             | Équinoxe                 | ECO                      | 433          | 0,82         |             |             |
|                          | Laurent Burtaire         | LO                       | EXG                      | 232          | 0,44         |             |             |
|                          | Grégory Fernandes        | PT                       | EXG                      | 151          | 0,29         |             |             |
|                          | Quentin Laporte          | PLF                      | DVC                      | 116          | 0,22         |             |             |
|                          | Warda Baïliche           | SE                       | DVC                      | 102          | 0,19         |             |             |
|                          | Laurent Semat            | PS                       | DVG                      | 92           | 0,17         |             |             |
|                          | Thierry Alquier          | NC (CC)                  | DVD                      | 81           | 0,15         |             |             |
|                          | Irène Gasarian           | NPA-R                    | EXG                      | 0            | 0            |             |             |
|                          |                          |                          |                          |              |              |             |             |
| Suffrages exprimés       | Suffrages exprimés       | Suffrages exprimés       | Suffrages exprimés       | 52 962       | 98,7         | 48 359      | 96,03       |
| Votes blancs             | Votes blancs             | Votes blancs             | Votes blancs             | 464          | 0,86         | 1 483       | 2,94        |
| Votes nuls               | Votes nuls               | Votes nuls               | Votes nuls               | 236          | 0,44         | 515         | 1,02        |
| Total                    | Total                    | Total                    | Total                    | 53 662       | 100          | 50 357      | 100         |
| Abstention               | Abstention               | Abstention               | Abstention               | 19 516       | 26,67        | 22 821      | 31,19       |
| Inscrits / participation | Inscrits / participation | Inscrits / participation | Inscrits / participation | 73 178       | 73,33        | 73 178      | 68,81       |